# Allelfrekvens
Allelfrekvens er den frekvens, hvormed en allel - dvs. en variant af et gen - optræder med på en bestemt locus inden for en population. Antallet af kromosom-kopier tæller her med.
Hvis en population fx har 2 kopier af hvert kromosom - dvs. er diploide som fx mennesker - og populationen er på 50 individer, er der 100 mulige locuser for allelen. Hvis allen optræder på 60 af dem, er allenfrekvensen altså {\displaystyle {\frac {60}{100}}=0,6} eller 60 procent.